# Stortjärnen (Alsens socken, Jämtland, 704675-138627)
Stortjärnen är en sjö i Krokoms kommun i Jämtland och ingår i Indalsälvens huvudavrinningsområde.